# Козна
Козна — река в России, протекает по Парфеньевскому району Костромской области. Устье реки находится в 20 км от устья реки Идол по левому берегу. Длина реки составляет 21 км, площадь водосборного бассейна — 82,4 км².
Исток реки находится в ненаселённом лесу западнее деревни Болотово и в 20 км к северо-западу от села Парфеньево. Течёт на юг, в среднем течении на левом берегу деревня Мальгино. Впадает в Идол западнее деревни Бородино.

## Данные водного реестра
По данным государственного водного реестра России относится к Верхневолжскому бассейновому округу, водохозяйственный участок реки — Унжа от истока и до устья, речной подбассейн реки — Бассей притоков Волги ниже Рыбинского водохранилища до впадения Оки. Речной бассейн реки — (Верхняя) Волга до Куйбышевского водохранилища (без бассейна Оки).
Код объекта в государственном водном реестре — 08010300312110000016188.